# Bob Hastings

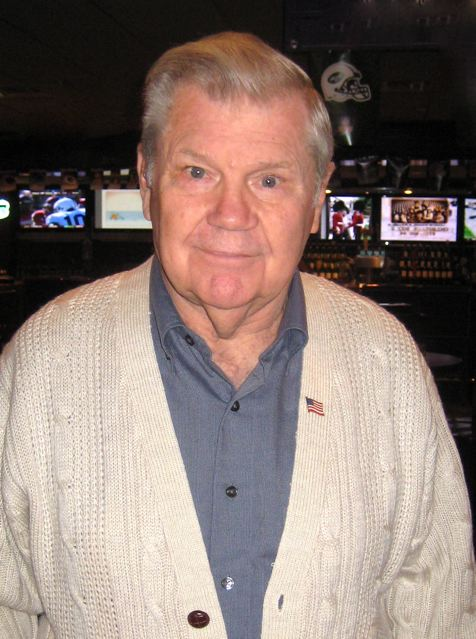
Bob Hastings en octubre de 2008.

Robert "Bob" Hastings (18 de abril de 1925 - 30 de junio de 2014) fue un actor de cine, teatro, televisión y voz estadounidense. Fue mejor conocido por su interpretación del teniente Elroy Carpenter en McHale's Navy y por prestar su voz al comisionado James Gordon en DC Animated Universe, en Batman: The Animated Series.

## Biografía
Hastings nació el 18 de abril de 1925 en Brooklyn, Nueva York, hijo de Charles y Hazel Hastings. Su padre era vendedor. Veterano de la Segunda Guerra Mundial, sirvió como navegante en B-29 en el Cuerpo Aéreo de los Estados Unidos.  Comenzó como cantante en National Barn Dance,   Doug Gray's Singing Gang y Coast to Coast on a Bus. También interpretó a Jerry en el programa de radio The Sea Hound.

## Trayectoria
Después de que Hastings regresó del servicio militar, interpretó el papel de Archie Andrews en una serie basada en la serie de cómics Archie en NBC Radio de 1945 a 1953.
Más tarde, en 1949, pasó a la televisión, donde protagonizó las primeras series de ciencia ficción,  como Captain Video and His Video Rangers (1949) y Atom Squad (1953). En 1954, fue el presentador principal (actuando como mago aficionado) de los anuncios televisivos de la mezcla de cacao instantáneo Bakers. Su primer papel recurrente fue el de sargento y teniente en The Phil Silvers Show (1955) (también conocido como "Sargento Bilko"). También apareció en Captain Video, interpretando al hermano de "The Video Ranger", quien, a su vez, era interpretado por Don, el hermano de Hastings.  Hastings interpretó a Edward Foyle en el drama de la NBC "Kitty Foyle" (1958).
Pasó la mayor parte de su carrera en televisión, y se hizo conocido por papeles como el compañero de Binghamton  (Joe Flynn), "el teniente Elroy Carpenter" en la serie de televisión McHale's Navy (1962), uno de los dos Tommy Kelsey en la serie de televisión All in the Family (1971) y "Capitán Ramsey" en el Hospital General (1963). El actor también hizo muchos trabajos de voz, incluido "Raven" en The Monster Family (1964), en los dibujos animados The Adventure Hour of Superman/Aquaman (1967) y otros.
Participó en el rodaje de unas 180 películas, películas y series de televisión, dibujos animados (como actor de doblaje).
Hastings había estado casado con Joan Rice desde la década de 1940. Tuvieron cuatro hijos. Su hermano era el actor Don Hastings.
Hastings murió de cáncer de próstata el 30 de junio de 2014 en Burbank, California, a la edad de 89 años.

## Filmografía

### Series de televisión
- 1951: American Inventory
- 1953: Atom Squad
- 1955: Crunch and Des
- 1958: Kitty Foyle
- 1962: McHale's Navy
- 1963: The New Casper Cartoon Show
- 1966: The Jean Arthur Show
- 1966: The New Adventures of Superman
- 1966: The Adventures of Superboy
- 1968: The Batman/Superman Hour
- 1973: Dealer's Choice
- 1973: Jeannie
- 1976: Clue Club
- 1978: CBS Afternoon Playhouse
- 1982: No Soap, Radio
- 1982: Jokebook
- 1992: Batman: The Animated Series
- 1997: The New Batman Adventures
- 2000: Gotham Girls